# JR九州 旅行の窓口
JR九州 旅行の窓口（ジェイアールきゅうしゅうりょこうのまどぐち）は、かつて九州旅客鉄道（JR九州）の鉄道事業本部営業部傘下の旅行課が用いていた旅行事業店舗の名称である。2018年4月1日にそれまでのJR九州旅行から改称した。2008年までの旧々名称のジョイロードは頭文字がJRになることから名付けられた。

## 概要
- 社名：九州旅客鉄道株式会社
- 本社：福岡県福岡市博多区博多駅前3-25-21
- 資本金：160億円
- 代表取締役社長：青柳　俊彦
- 設立年月日：1987年4月1日
- 旅行業登録年月日：1990年5月21日
- 旅行業登録番号：観光庁長官登録旅行業第965号
- 所属旅行業協会：社団法人日本旅行業協会正会員

## 沿革
- 1990年（平成2年）6月5日 - 一般旅行業取扱開始。
- 2008年（平成20年）4月1日 - 名称を「ジョイロード」から「JR九州旅行」に変更。具体的には「ジョイロード博多支店」は「JR九州旅行 博多支店」となった。
- 2018年（平成30年）4月1日 - これまでJR九州の旅行部門を統括していた旅行事業本部を廃止。鉄道事業本部営業部傘下の旅行課となり、名称を「JR九州旅行の窓口」に変更。
- 2023年（令和5年）3月31日 - 全店閉店[1]。

### 閉店店舗
- ジョイロード東京支店 - 千代田区神田須田町の交通博物館近くに出店していた。2010年現在は、有楽町のビルのテナントの一角にJR九州のほか、四国旅客鉄道（JR四国）、西日本旅客鉄道（JR西日本）、北海道旅客鉄道（JR北海道）の東京での拠点がある（旅行業は取り扱っていない）。
- ジョイロード大阪支店 - 大阪駅構内に出店していた。
- ジョイロード天神支店 - 福岡市中央区天神に出店していた。
- JR九州旅行西新支店 - 地下鉄空港線西新駅構内に出店。2014年3月31日閉店。
- JR九州旅行姪浜支店 - 姪浜駅構内に出店し、事実上同駅のJR窓口でもあった（駅自体は福岡市交通局の管轄のため）。2014年3月31日閉店。
- 九州旅客鉄道沖縄支店 - 沖縄県那覇市壺川。JR九州が設置する直営支店であり店舗名に「JR九州旅行」を冠さないが、JR九州旅行の一店舗として機能していた[2]ほか、同県におけるJRグループ各社の窓口も兼ねていた（詳細は当該記事を参照）。旅行事業を含む一般向けの販売窓口は2017年3月17日閉店、支店組織としても同年3月末で廃止[3]。
- 小倉駅旅行の窓口 - 小倉駅構内。2023年3月31日閉店[1]。
- 黒崎駅旅行の窓口 - 黒崎駅構内。2023年3月31日閉店[1]。
- 博多駅旅行の窓口 - 博多駅構内。2023年3月31日閉店[1]。
- 久留米駅旅行の窓口 - 久留米駅構内。2023年3月31日閉店[1]。
- 佐賀駅旅行の窓口 - 佐賀駅構内。2023年3月31日閉店[1]。
- 長崎駅旅行の窓口 - 長崎駅構内。2023年3月31日閉店[1]。
- 大分駅旅行の窓口 - 大分駅構内。2023年3月31日閉店[1]。
- 熊本駅旅行の窓口 - 熊本駅構内。2023年3月31日閉店[1]。
- 鹿児島中央駅旅行の窓口 - 鹿児島中央駅構内。2023年3月31日閉店[1]。
- 宮崎駅旅行の窓口 - 宮崎駅構内。2023年3月31日閉店[1]。